# Passalus chingaencis
Passalus chingaencis là một loài bọ cánh cứng trong họ Passalidae. Loài này được Reyes-Castillo & Garcia miêu tả khoa học năm 1991.